# Ardenais
Ardenais ist eine französische Gemeinde mit 203 Einwohnern (Stand: 1. Januar 2022) im Département Cher in der Region Centre-Val de Loire; sie gehört zum Arrondissement Saint-Amand-Montrond und zum Kanton Châteaumeillant. 

## Geographie
Ardenais liegt etwa 52 Kilometer südlich von Bourges. Umgeben wird Ardenais von den Nachbargemeinden Marçais im Norden, Loye-sur-Arnon im Osten, Saint-Christophe-le-Chaudry im Süden, Le Châtelet im Westen sowie Saint-Pierre-les-Bois im Nordwesten.

## Bevölkerungsentwicklung
| Jahr                       | 1962 | 1968 | 1975 | 1982 | 1990 | 1999 | 2008 | 2019 |
| -------------------------- | ---- | ---- | ---- | ---- | ---- | ---- | ---- | ---- |
| Einwohner                  | 276  | 276  | 210  | 198  | 179  | 152  | 190  | 199  |
| Quellen: Cassini und INSEE |      |      |      |      |      |      |      |      |

## Sehenswürdigkeiten
- Kirche Saint-Sulpice